# Houma (Luisiana)

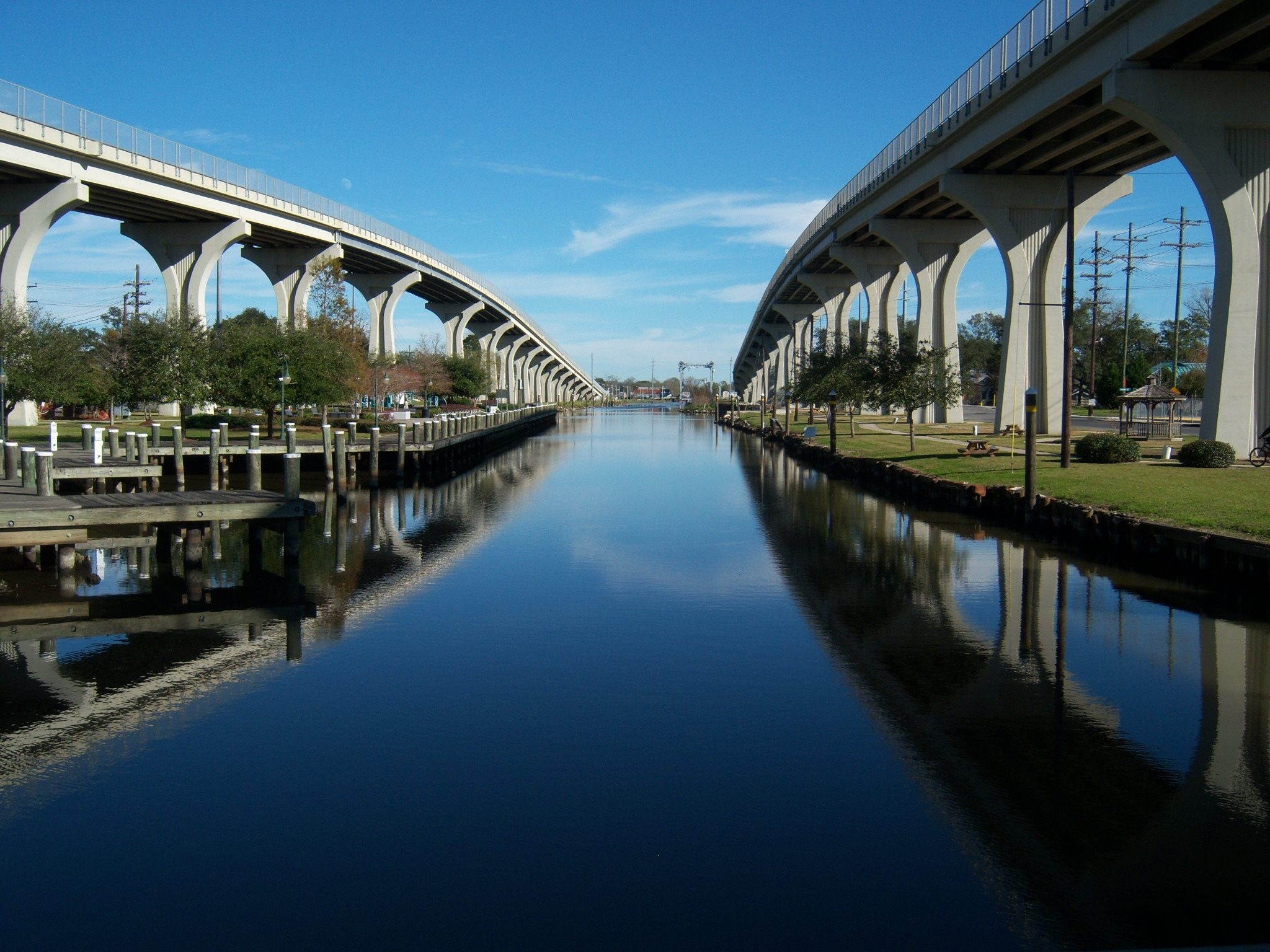
Downtown Marina

Houma es una ciudad ubicada en la parroquia (condado) de Terrebonne, Luisiana, Estados Unidos. Tiene una población estimada, a mediados de 2021, de 33 018 habitantes.
Es la sede de la parroquia.
Es también la ciudad principal del área metropolitana de Houma-Bayou Cane-Thibodaux.
El 11 de julio de 1981 se aprobó en un referéndum la unificación de los Gobiernos de la ciudad y la parroquia. El resultado de dicha fusión es lo que actualmente se conoce como Gobierno Consolidado de la Parroquia de Terrebone (en inglés, Terrebonne Parish Consolidated Government, TPCG).
Hay muchas áreas no incorporadas adyacentes a la ciudad de Houma. La más grande, Bayou Cane (19 770 habitantes), es un área urbanizada a la que los lugareños comúnmente se refieren como parte de Houma, pero no está incluida en los recuentos de la Oficina del Censo, que la considera como un CDP separado. Si se incluyeran las poblaciones de los lugares designados por el censo adyacentes en la población de la ciudad de Houma, el total superaría los 60 000 habitantes.

## Geografía
La ciudad está ubicada en las coordenadas 29°34′43″N 90°42′29″O / 29.57861, -90.70806. Según la Oficina del Censo de los Estados Unidos, tiene una superficie total de 37.80 km², de la cual 37.47 km² corresponden a tierra firme y 0.33 km² son agua.

## Demografía

### Censo de 2020
Según el censo de 2020, en ese momento había 33 406 personas residiendo en la ciudad. La densidad de población era de 891.54 hab./km².
| Raza                   | Núm.   | Porc.  |
| ---------------------- | ------ | ------ |
| Blancos                | 19 797 | 59.26% |
| Afroamericanos         | 8133   | 24.35% |
| Amerindios             | 1512   | 4.53%  |
| Asiáticos              | 477    | 1.43%  |
| Isleños del Pacífico   | 12     | 0.04%  |
| Otras razas            | 1351   | 4.04%  |
| De una mezcla de razas | 2124   | 6.36%  |

Del total de la población, el 7.29% son hispanos o latinos de cualquier raza.

### Censo de 2010
Según el censo de 2010, en ese momento había 33 727 personas residiendo en Houma. La densidad de población era de 889.49 hab./km². El 65.96% de los habitantes eran blancos, el 24.38% eran afroamericanos, el 3.98% eran amerindios, el 1.03% eran asiáticos, el 0.07% eran isleños del Pacífico, el 2.72% eran de otras razas y el 1.87% eran de una mezcla de razas. Del total de la población, el 4.82% eran hispanos o latinos de cualquier raza.